# Kaniama
Kaniama es una población de la provincia de Alto Lomami en República Democrática del Congo a 150 km de la ciudad de Kamina (latitud 5° 50' 34S, longitud 22° 34' 27E). Cada año se celebra un importante mercado agrícola. Posee aeropuerto.
- Datos: Q3192765